# حسن مصطفى (صحفي)
حسن مصطفى كان صحفي وكاتب فلسطيني وُلد بقرية بتير في مدينة بيت لحم في 25 ديسمبر (كانون الأول) عام 1914، وتوفي في 4 يونيو (حزيران) عام 1961.

## حياته
وُلد حسن مصطفى في 25 ديسمبر (كانون الأول) عام 1914 في قرية بتير التابعة لمدينة بيت لحم والواقعة جنوب غرب مدينة القدس، وتعلم القراءة والكتابة في كتّاب القرية، ثم التحق بكلية الروضة بالقدس وتخرج فيها بتفوق، ثم انتقل إلى مدينة القاهرة في مصر حيث التحق بالدراسة في الجامعة الأمريكية في القاهرة، وبعد أن تخرج منها عاد إلى بلدته في فلسطين.
كان لحسن مصطفى الفضل في إنقاذ قريته من الوقوع في أيدي العصابات الصهيونية في أعقاب نكبة عام 1948 بفضل حيلة بارعة لجأ إليها، فبعد أن هجر معظم الأهالي منازل قرية بتير وتركوها خالية، كان حسن مصطفى يمر بشكل يومي على منازل القرية حاملًا أبريقًا من الكيروسين ويضيء مصابيح المنازل الخاوية لكي يظن المهاجمون أن أهالي القرية ما زالوا يبيتون في منازلهم مدججين بالسلاح ومستعدين لصد الهجوم والدفاع عن القرية، وبذلك نجت القرية من اجتياح المسلحين الإسرائيليين. وبعد الهدنة التي أعقبت إبرام اتفاقية رودس الثالثة في 25 و26 أبريل (نيسان) عام 1949 أعاد حسن مصطفى الكثير من سكان القرية وقاد حملة لإعادة الحياة إلى القرية، ورفض مصادرة الإسرائيليين لنحو 4 آلاف دونم من أراضي القرية وعزلها خلف خط السكة الحديد.

## مسيرته المهنية
عمل حسن مصطفى عقب تخرجه من الجامعة في دائرة التعاونيات الحكومية لمدة عام واحد، ثم عمل مدرسا في كلية الروضة بالقدس لمدة عام آخر، وخلال هذه الفترة التحق بصفوف المقاومة الفلسطينية ونشط في العمل السياسي والوطني فأصدرت حكومة الانتداب البريطاني أمرا باعتقاله عام 1939 فارتحل إلى الأردن، ثم انتقل بعد ذلك إلى العراق حيث عمل مدرسا دار المعلمين العالية في بغداد قبل أن يعود إلى فلسطين مجددًا في عام 1943، ويشارك في تأسيس كلية النهضة. عمل حسن مصطفى بعد ذلك في إذاعة الشرق الأدنى في مدينة يافا حيث قدم برنامجًا بعنوان «راوية الصباح»، قبل أن يتجه للعمل الصحفي ويتولى تحرير مجلة المنتدى، وهي مجلة أسبوعية مصورة صدر منها 52 عددا قبل عام 1948، ثم تغير اسمها إلى مجلة القافلة. وفي الفترة ما بين عامي 1948-1949 عمل حسن مصطفى في جريدة الأردن حيث كان يكتب عمودا يوميا بعنوان «واقعيات»، ثم عمل في مجلة الهدف المقدسية بدءًا من عام ا195 فكان يكتب عمودا بعنوان «خربشات».
التحق حسن مصطفى أيضًا بالعمل في وكالة الغوث الدولية بدءًا عام 1951، وتقلد عدة مناصب إدارية في الوكالة، فكان مديرا لمنطقة الخليل، ثم مديرا لدائرة الشؤون الاجتماعية، ثم مديرا لقسم العلاقات العامة في الوكالة، كما ساهم في تأسيس قسم التعليم التابع للوكالة، وكان بمثابة حلقة الوصل بين وكالة الغوث الدولية والحكومة الأردنية خلال الفترة ما بين عامي 1960-1961، واستمر في عمله بوكالة الغوث الدولية حتى وفاته. كان حسن مصطفى كذلك عضوا في المؤتمر الدائم لقضايا الوطن العربي.

## مؤلفاته
ألف حسن مصطفى عدة أعمال أدبية كان أولها كتاب بعنوان خطرات ريفية صدر عام 1948 وكتب مقدمته الأديب الفلسطيني إسحق موسى الحسيني، ثم كتاب «شخصيات» الذي كتب مقدمته خليل السكاكيني، وتزامن صدوره مع نكبة عام 1948، وفي عام 1956 نشر بحثاً حول كيفية النهوض بالمجتمع المحلي.

## وفاته
توفي حسن مصطفى في 4 يونيو (حزيران) عام 1961 نتيجة توقف مفاجئ للقلب. وفي عام 2008، أقامت الباحثة نادية حسن مصطفى مركز حسن مصطفى الثقافي في بلدة بتير تكريما لوالدها وتخليدا لذكراه، ولتعريف الأجيال الجديدة بالإرث الثقافي الذي تركه وبجهوده الكبيرة لخدمة القرية والحفاظ على هويتها الفلسطينية.